# ГЕС Sá Carvalho
ГЕС Sá Carvalho — гідроелектростанція в Бразилії на сході штату Мінас-Жерайс. Знаходячись після ГЕС Guilman Amorim, становить нижній ступінь в каскаді на річці Піракікаба, що є лівою притокою Ріо-Досі (впадає в Атлантичний океан за 80 км на північ від Віторії).
Річку перекрили бетонною гравітаційною греблею Antônio Dias висотою 15 метрів та довжиною 112 метрів, котра утримує невелике сховище з об'ємом 1,38 млн м3 (корисний об'єм лише 0,05 млн м3), для якого нормальним є коливання рівня поверхні між позначками 371,4 та 372,9 метра НРМ. Звідси вода подається через прокладений у лівобережному гірському масиві дериваційний тунель до розташованого за 2,6 км проміжного сховища. Останнє створене на струмку, що впадає в Піракікабу, за допомогою так само бетонної гравітаційної греблі Северо висотою 14 метрів та довжиною 34 метри.
Від греблі Северо починається другий дериваційний тунель, що виводить до розташованого за 1,7 км машинного залу, обладнаного чотирма турбінами загальною потужністю 78 МВт (дві по 15 МВт та по одній у 18 МВт та 30 МВт).